# Wonder.land
Wonder.land és un musical amb música de Damon Albarn i lletres i llibret de Moira Buffini. Inspirat en les novel·les de Lewis Carroll Alícia en terra de meravelles (1865) i A través de l'espill (1871), el musical es va estrenar mundialment al Palace Theatre de Manchester, el juliol de 2015 en el marc del Festival Internacional de Manchester. El musical es va traslladar al Royal National Theatre de Londres a partir de novembre de 2015, abans d'estrenar-se al Théâtre du Châtelet de París el 2016.

## Rerefons
El musical està inspirat en les novel·les Alícia en terra de meravelles i A través de l'espill, escrites per Lewis Carroll. El 21 de gener de 2015, el musical es va confirmar oficialment i es va anunciar que l'espectacle s'estrenaria el juliol de 2015, en el marc del Festival Internacional de Manchester, amb les entrades a la venda l'endemà. El musical, que és una coproducció entre el Festival Internacional de Manchester, el Royal National Theatre i el Théâtre du Châtelet marca el 150è aniversari de l'estrena de Les aventures d'Alícia al país de les meravelles.
La idea d'un musical basat en Alícia al país de les meravelles va sorgir del director artístic del Festival Internacional de Manchester, Alex Poots.
Damon Albarn va col·laborar prèviament amb el festival a Monkey: Journey to the West i Dr Dee.
El musical té un llibret de Moira Buffini i està dirigit per Rufus Norris, amb escenografia de Rae Smith, disseny de vestuari de Katrina Lindsay, disseny d'il·luminació de Paule Constable, projeccions de 59 Productions i coreografia de Javier De Frutos. La partitura del musical està composta per Damon Albarn, amb lletres de Moira Buffini, disseny de so de Paul Arditti i direcció musical de David Shrubsole.

## Història de la producció
La producció d'estrena de l'espectacle va començar les preestrenes al Palace Theatre de Manchester el 29 de juny de 2015, amb la seva nit d'estrena oficial el 2 de juliol, per una tirada limitada fins al 12 de juliol. Després de la seva estrena, el musical es va traslladar en una versió molt revisada al National theatre, on es va presentar al seu Olivier Theatre del 27 de novembre de 2015 al 30 d'abril de 2016. La producció de l'estrena es va aturar al Theatre Du Chatelet de París, per a un període limitat del 7 al 16 de juny de 2016.

## Sinopsi
NOTA: Aquesta sinopsi es basa en la versió final completa, tal com es va veure a The National Theatre i posteriors. No descriu la versió d'estrena de Manchester World, que va ser significativament diferent en les cançons i en part de la trama.

### Acte 1
L'obra s'obre amb el MC que ens parla de la tecnologia i de com s'utilitza com a "portal a terres il·limitades" ("Prologue"). A continuació, ens presenten l'adolescent Aly. La seva mare Bianca està exasperada amb ella, ja que s'ha passat tot el cap de setmana dins i al telèfon. Després d'una contundent persuasió, l'Aly segueix de mala gana a la seva mare a la ciutat i al supermercat. L'Aly creu que la seva vida està sent arruïnada pels seus pares i reflexiona sobre això mentre està al supermercat ("Who's Ruining Your Life?"). El pare d'Aly, Matt, també és al supermercat i en retrobar-se, ell i Bianca discuteixen sobre el seu desordenat. divorci i els antics hàbits de joc de Matt.
L'Aly se'n va a casa, i farta de tot, agafa el seu telèfon. Buscant consol en línia, intenta relacionar-se amb unes quantes persones de l'escola, però es queda amb la seva autoconfiança en trossos després que la intimidan ("Network"). L'Aly comença a desitjar que sigui una altra persona per no haver de fer front al divorci dels seus pares o als assetjadors escolars. Després d'enganxar "Sigues algú més" en un motor de cerca, l'Aly es troba amb l'aplicació Wonder.land. Dirigit pel MC, es veu atraïda per aquest estrany món en línia i crea un avatar per a ella mateixa, la bella i amable Alícia ("Wonder.land").
Només hi ha una regla a Wonder.land; la malícia extrema provocarà l'eliminació del joc. Amb la seva nova identitat completa, l'Aly i l'Alice es fan amistats i es troben amb el gat de Cheshire, que explica que pots ser qui vulguis ser aquí ("Fabulous"). Fascinada, l'Aly decideix fer una recerca i l'Alice segueix el conill blanc per un forat, passant per davant de diversos objectes i notes musicals inusuals ("Falling").
L'endemà al matí, l'Aly està massa distreta amb Wonder.land al seu telèfon per escoltar les queixes de la seva mare sobre el seu germà petit Charlie. A l'escola, l'Aly juga a Wonder.land al seu telèfon pels passadissos, però la Sra Manxome, la directora de l'escola, la confisca. En una assemblea de l'escola, es lamenta de l'ús del telèfon i diu als nens que treure'ls els plaers és pel seu bé. ("I'm Right")
Durant un descans, l'Aly va a l'oficina de la Sra Manxome per recuperar el seu telèfon. La senyora Manxome el retorna però li fa un avís: si la torna a agafar amb ell "és una decapitació, em refereixo a la detenció". A classe, l'Aly es troba amb les tres noies que la van intimidar en línia. Diuen que volen ser amics, però només si l'Aly diu perdó. Comencen a assetjar-la de nou fins que entra el professor de matemàtiques, el senyor King. L'amic de l'Aly, Luke, torna tard i se li detenen. Encara dolida pels comentaris de les noies, l'Aly va al seu telèfon a classe i li treu la seva frustració i tristesa a l'Alice. L'Alice plora un massís de llàgrimes, però és interrompuda per Dum i Dee, dos bessons grossos que lluiten entre ells ("Freaks"). L'Alice va a intentar fer-se amiga d'ells, però els seus intents fracassen i comencen a insultar-la. L'Aly decideix actuar i fa que l'Alice lluiti. Dum i Dee ploren i l'Aly i l'Alice veuen un ratolí gegant que s'acosta cap a ells. Al ratolí li agrada la lluita de l'Alice i es presenta. Aviat se'ls uneixen altres jugadors, el Dodo, el Mock Turtle i Humpty, que tenen problemes a la seva vida. El Dodo està estressat perquè els seus pares obsessionats amb l'eco volent que salvi el planeta, Dum i Dee són ballarins però odien la pressió que els sotmet, Humpty té problemes amb els seus pares, la Falsa Tortuga no té autoestima i odia el seu avatar, i el ratolí és luxuriós. El país de les meravelles és un lloc per amagar-se per a tots ells, eliminant les pressions de la vida adolescent ("Crap Life").
L'Aly torna a la realitat quan el senyor King li fa una pregunta de matemàtiques i ella no pot respondre. Donada la detenció, l'Aly surt de classe amb tots els altres. Enfrontant-se als tres matons, l'Aly es burla d'un d'ells per tenir pèl facial i corre al bany per amagar-se d'ells. En treure el telèfon, torna a submergir-se a Wonder.land, on l'Alice coneix una estranya eruga que està obsessionada amb la identitat ("Who are You?"). L'Aly s'adona que no té ni idea de qui és realment. És interrompuda per les tres noies que es burlen d'ella sobre l'addicció al joc i la pobresa del seu pare, després la peguen i se'n van. Sola i amb la seva confiança en un nou nivell, l'Aly busca comprensió en l'Alice, que innocentment encara canta la cançó de l'Eruga. L'Alícia està angoixada amb la seva amiga" està trist i intenta que li digui què passa. L'Aly no vol, però l'Alice li recorda que, com a avatar, no és real. L'Aly només admet coses a ella mateixa. L'Aly li explica a l'Alice els seus secrets sobre la seva família i com odia la seva vida, i se sorprèn que l'Alice també tingui problemes similars, malgrat com és d'agradable i amable. ("Secrets")
En Luke entra als lavabos de les noies, aterrit perquè Kieran l'amenaça amb violència. En Luke s'amaga en un cubicle mentre entra Kieran. L'Aly defensa en Luke i aconsegueix que Kieran se'n vagi. Luke revela que el motiu pel qual Kieran l'odia és perquè, com ell, és gai. L'Aly està meravellada. Els amics decideixen saltar-se la classe i seure i jugar amb els seus telèfons intel·ligents. Luke interpreta Zombie Swarm, mentre que Aly interpreta Wonder.land. La senyora Manxome entra de sobte als lavabos. En Luke amaga el seu telèfon però l'Aly no ho fa. La senyora Manxome confisca el telèfon durant tres mesos i l'Aly i el Luke surten ràpidament. Sola, la senyora Manxome descobreix que l'Aly no ha bloquejat la pantalla del seu telèfon i que l'Alice l'està trucant. La senyora Manxome comença a parlar amb ella i l'Alice creu que encara està parlant amb l'Aly.
Mentrestant, l'Aly lamenta que se li treguin el telèfon a Luke. El pare de l'Aly, Matt, arriba i decideix portar-los al te per celebrar-ho. Té una nova carrera al centre de jardineria local ("In Clover"). No obstant això, una vegada a la botiga de te les coses comencen a anar malament ràpidament, ja que les tendències maníaques del seu pare fan que balli a les taules i jugui amb culleres a la taula. Quan li demanen que aturi, dona un cop de puny a un dels cambrers. La mare de l'Aly, Bianca, arriba i els dos comencen a discutir una altra vegada. L'Aly és un punt quiet en el caos absolut i comença a notar que Wonder.land està envaint la realitat mentre el MC emergeix d'una tetera gegantina i el paisatge exterior es torna surrealistament estrany. ("Chances")

### Acte 2
La Sra Manxome manipula l'Alice al voltant del segment de jocs de Wonder.land al telèfon de l'Aly. Emocionada, la Sra Manxome compra immediatament 3 cartes per a mascotes, accessoris vermells i un vestit vermell per a l'Alice. Ella canvia el cabell de l'Alice a vermell. Al final de la sessió de joc, l'Alice està totalment sota el control de la Sra Manxome. ("Entre Act") A la part social de Wonder.land, la Sra Manxome es troba amb l'Alice i li revela els seus plans: dominar i destruir el món en línia. L'Alice encara creu que està parlant amb l'Aly i, per tant, no pensa res d'això. La senyora Manxome canta la bellesa "el seu" avatar que emana i es revolca en l'auto-absorció. ("Me")
Mentrestant, l'Aly, el seu pare Matt, la seva mare Bianca i el nadó Charlie són a la comissaria de policia. PC Rook intenta que Matt prengui declaració, ja que és acusat d'agressió i baralla, però els seus intents resulten infructuosos quan Matt i Bianca tornen a discutir. Aly lamenta la pèrdua de la unitat de la seva família. ("Heartless Useless")
A Wonder.land, la Sra Manxome queda sorprès quan coneix els amics avatar de l'Alice, Dum i Dee, la Falsa Tortuga, el Dodo, Humpty i el ratolí. L'Alice els presenta feliçment, però la Sra Manxome els odia. Li diuen a l'Alice que són "una multitud", la Sra Manxome la fa fugir, però l'Alice i la Sra Manxome són expulsades pels amics de l'Alice, que estan preocupats pel canvi en ella. Algú més la controla? ("Me (Reprise)")
A casa Bianca descobreix que l'Aly va perdre una detenció i li van confiscar el telèfon. Aly fa una lamentable excusa i Bianca es preocupa perquè està perdent l'Aly a causa de la tecnologia. Ella prohibeix Internet. ("Gadget") Charlie vomita a terra i l'Aly es queda per netejar-ho, cantant sarcàsticament sobre el seu germà. Surt a la ciutat, buscant un cibercafè per anar a Wonder.land, l'únic lloc on és realment feliç. ("Everyone Loves Charlie")
Al cibercafè, l'Aly s'alarma quan no pot iniciar sessió a Wonder.land i sembla que el seu avatar ja està en ús. L'Aly observa com l'Alice rep una espasa Vorpal, portada per la Sra Manxome amb els diners del telèfon de l'Aly. Sota el control de la Sra Manxome, l'Alice ja no és Alice, sinó "La Reina Roja", un monarca poderós i contundent. La senyora Manxome li diu a l'Alice que mati els seus amics. L'Alice s'alarma amb aquesta idea i la seva il·lusió es trenca; ara sap que la persona que la controla ja no és Aly. Malgrat això, l'Alice no pot rebel·lar-se i sota el control de la Sra Manxome, ataca els seus amics, intimidant i intentant fer-los mal. La senyora Manxome està encantada i se'n riu d'alegria. El MC adverteix que l'Alice té un avís d'eliminació: més malicia i serà esborrada. Tant l'Aly com l'Alice estan angoixades. L'Alice actua com si estigués en possessió i ara sap que la Sra Manxome ha pres el control del seu telèfon i avatar. ("O Children")
Després d'haver dit que el cibercafè tancarà, a l'Aly se li ocorre que el seu amic Luke l'ajudi amb el problema. L'Aly contacta amb Luke a través del seu joc Zombie Swarm i li explica el seu problema. L'Aly decideix entrar a l'oficina de la Sra Manxome per intentar recuperar el telèfon i així no corrompre l'Alice. Luke accepta trobar-se amb ella a les portes de l'escola.
A la seva cel·la, Matt pensa en els seus problemes i els de la Bianca, i es pregunta si haurien de deixar-ho enrere. A casa, la Bianca té els mateixos pensaments. ("Man of Broken Glass")
A les portes de l'escola, en Luke dona una conferència a l'Aly per no haver pensat en el seu pla. Li preocupa que faci alguna cosa estúpida. L'Aly decideix entrar a l'oficina de totes maneres, deixant en Luke fora de les portes. En Luke es posa en contacte amb les tres noies que van intimidar l'Aly i els explica que la Sra Manxome jugava al telèfon robat d'Aly. Tots decideixen publicar la notícia en línia perquè tothom sàpiga que no és Aly. ("Fabulous (Reprise)")
La Bianca va a la comissaria perquè ara s'ha adonat que l'Aly ha desaparegut, la Bianca treu el seu telèfon intel·ligent i se'l dona a Matt. Si l'Aly és a qualsevol lloc, és probable que també estigui en línia i a Wonder.land.
A Wonder.land, els avatars es preparen per a la guerra contra l'Alícia controlada per la Sra Manxome, però no es poden posar d'acord en una estratègia.
A la comissaria, Matt entra a Wonder.land i veu l'avatar d'Aly, Alice, però ràpidament s'adona que està sent controlada per algú que no sigui Aly. Apareix el conill blanc, el seu vell jo per un breu segon, l'Alice està encantada. Després de tot, la portarà a més aventures. Però la senyora Manxome es torna violenta, i l'Alice l'empeny.
Realitat i Wonder.land comencen a fondre's l'un en l'altre. L'Aly és ara a l'oficina de la senyora Manxome i li agafa el telèfon quan no mira. Comencen a barallar-se per telèfon. A Wonder.land, l'Alice lluita entre el seu jo real i el personatge de la Reina Vermella. Els avatars estan confosos. L'Alícia s'ha tornat boja? En la seva confusió, l'Alice maneja l'espasa vorpal i talla el cap del Conill Blanc. El MC declara que per dos actes de malícia extrema, l'Alícia serà eliminada. L'Aly i l'Alice estan horrorizades i intenten explicar que l'Alice va ser segrestada, però és massa tard. L'Aly i l'Alice intenten explicar que són la veritable Alícia. La senyora Manxome torna a agafar el telèfon i la baralla es reprèn.
Mentre l'Aly i la Sra Manxome es barallen, en Matt i la Bianca s'adonen que l'Aly és a l'oficina de la Sra Manxome i van a buscar-la. En línia, les tres noies i Luke miren. Luke entra a Wonder.land i pirateja el joc per incloure zombis de Zombie swarm. La senyora Manxome fa que l'Alice els lluiti. De sobte, la senyora Manxome té l'Aly a la guillotina del seu despatx i està a punt de decapitar-la. L'Alice apunta amb l'espasa vorpal a en Luke, però després el besa innocentment amb confusió. Luke està horroritzat. La senyora Manxome fa que l'Alice mati en Luke i, a sobre, l'Alice ho fa. "(Who is Alice?")
Horroritzada pel que ha fet, Alice lluita contra el personatge de la Reina Vermella a través d'un error. L'Alice s'eliminarà en qüestió de segons, just abans de poder revelar que la seva recerca era ajudar l'Aly a entendre qui era. L'Aly li agraeix i s'acomiada de la seva amiga. Alícia desapareix.
Wonder.land i la realitat finalment se separen, ja que a l'oficina de la senyora Manxome tot es torna a calmar. Aly es retroba amb Matt i Bianca. Luke ha estat transmetent en directe la Sra Manxome al seu telèfon per utilitzar-la com a prova. Pel que fa a la senyora Manxome, no ha fet res dolent. Però en irrompre a l'escola, Aly i Luke seran expulsats. La senyora Manxome li diu a l'Aly que anirà a un centre de detenció de menors per això. Matt troba el telèfon de l'Aly i li recorda a la Sra Manxome que va gastar els diners d'Aly en compres per a Wonder.land amb ell. PC Rook s'assabenta d'això i declara que haurà de portar la senyora Manxome a l'estació amb ella. La senyora Manxome creu que està bé, després de tot, mai s'equivoca! ("I'm Right (Reprise)")
Mentre la policia expulsa la senyora Manxome, l'Aly troba un renovat sentit de si mateixa, és Alice inquebrantablement. L'Alice encara viu a la memòria de l'Aly, i si l'Aly escolta prou a prop, és gairebé com si la sentís. ("Secrets (Reprise)")
Uns quants mesos després, i quan l'Aly es connecta, troba que els seus vells amics a Wonder.land la volen tornar. Decideix no tornar, perquè sap qui és ara i té un nou interès per la seva família. Pot ser que la visiti de tant en tant, però no hi passa tot el temps. La Companyia i MC reflexionen sobre les meravelles d'Internet i l'espectacle arriba a la seva fi. ("Wonder.land (Reprise)")

## Música (versió del National Theatre i endavant)

### Acte 1
- "Prologue" - MC
- "Who's Ruining Your Life?" - Aly, Bianca, Matt i Companyia
- "Network" - Aly, Kitty, Dinah, Mary-Ann
- "Wonder.land" - MC, Aly i Companyia
- "Fabulous" - Cheshire Cat, Aly, Alice i Companyia
- "Falling" - Aly, Alice, MC i Companyia
- "I'm Right" - Ms Manxome, Aly, Luke i Companyia
- "Crap Life" - Aly, Alice, Dum, Dee, Mouse, Mock Turtle, Humpty, Dodo
- "Who are You?" - Caterpillar i Companyia
- "Secrets"- Aly, Alice
- "In Clover" - Matt
- "Chances" - Matt, Aly, Luke i Companyia

### Acte 2
- "Entre Act" - Orquestra
- "Me" - Ms Manxome, Alice
- "Heartless Useless" - Bianca, Matt, PC Rook, Aly
- "Me (Reprise)"- Ms Manxome, Alice, Mouse, Dum, Dee, Mock Turtle, Dodo, Humpty
- "Gadget" - Bianca, Aly
- "Everyone Loves Charlie" - Aly, Matt, Bianca i Companyia
- "O Children" - Ms Manxome, Alice, Aly
- " Man of Broken Glass" - Matt, Bianca
- "Fabulous (Reprise)" - MC
- "Who is Alice?" - MC, Ms Manxome, Alice, Aly, Kitty, Dinah, Mary-Ann, Matt, Bianca, i Companyia
- "I'm Right (Reprise") - Ms Manxome, PC Rook, Aly, Bianca, Matt, Luke i Companyia
- "Secrets (Reprise) - Aly, Alice
- "Wonder.land (Reprise)" - MC, Aly, Luke, Bianca i Companyia

## Papers principals i repartiments
| Personatge                  | MIF, Manchester                                                              | National Theatre                                                             | Théâtre Du Châtelet                                                          |
| --------------------------- | ---------------------------------------------------------------------------- | ---------------------------------------------------------------------------- | ---------------------------------------------------------------------------- |
| Aly                         | Lois Chimimba                                                                | Lois Chimimba                                                                | Lois Chimimba                                                                |
| Alice                       | Rosalie Craig                                                                | Carly Bawden                                                                 | Carly Bawden                                                                 |
| Bianca                      | Golda Roshuvel                                                               | Golda Roshuvel                                                               | Golda Roshuvel                                                               |
| Matt                        | Paul Hilton                                                                  | Paul Hilton                                                                  | Paul Hilton                                                                  |
| Ms Manxome                  | Anna Francolini                                                              | Anna Francolini                                                              | Anna Francolini                                                              |
| MC/Cheshire Cat/Caterpillar | Hal Fowler (Note: The MC character did not exist in the Manchester version.) | Hal Fowler (Note: The MC character did not exist in the Manchester version.) | Hal Fowler (Note: The MC character did not exist in the Manchester version.) |
| Dodo                        | Ivan De Freitas                                                              | Ivan De Freitas                                                              | Ivan De Freitas                                                              |
| Mouse                       | David Page                                                                   | Ed Wade                                                                      | Ed Wade                                                                      |
| Lizard                      | Luke Fetherstone                                                             | N/A                                                                          | N/A                                                                          |
| Mock Turtle                 | Cydney Uffindell-Phillips                                                    | Cydney Uffindell-Phillips                                                    | Cydney Uffindell-Phillips                                                    |
| Hedgehog                    | Holly James                                                                  | N/A                                                                          | N/A                                                                          |
| Humpty                      | N/A                                                                          | Daisy Maywood                                                                | Daisy Maywood                                                                |
| Dum                         | Sam Archer                                                                   | Sam Archer                                                                   | Sam Archer                                                                   |
| Dee                         | Sam Mackay                                                                   | Leon Cooke                                                                   | Leon Cooke                                                                   |
| White Rabbit                | Rob Compton                                                                  | Joshua Lacey                                                                 | Joshua Lacey                                                                 |
| Luke                        | Enyi Okoronkwo                                                               | Enyi Okoronkwo                                                               | Enyi Okoronkwo                                                               |
| Kitty                       | Katrina Hind                                                                 | Abigail Rose                                                                 | Abigail Rose                                                                 |
| Dinah                       | Witney White                                                                 | Witney White                                                                 | Witney White                                                                 |
| Mary-Ann                    | Daisy Maywood                                                                | Stephanie Rojas                                                              | Stephanie Rojas                                                              |
| Kieran                      | Luke Fetherstone                                                             | Ed Wade                                                                      | Ed Wade                                                                      |
| Mr King                     | N/A                                                                          | Adrian Grove                                                                 | Adrian Grove                                                                 |
| PC Rook                     | Lorraine Graham                                                              | Nadine Cox                                                                   | Nadine Cox                                                                   |

## Recepció crítica
Wonder.land va rebre crítiques diverses en la seva estrena a Manchester, molts elogiant les projeccions de 59 produccions i els actors, però criticant la narrativa i la música.
El 23 de novembre de 2015 es va estrenar al National Theatre de Londres una versió re-einada i reescrita de l'espectacle, on va rebre crítiques en gran part negatives.
La producció es va aturar al Theatre du chatelet de París, França, el 6 de juny de 2016. L'espectacle va ser molt ben rebut per la majoria de la crítica francesa, obtenint crítiques majoritàriament positives.

## Beyond the Rabbit Hole:Wonder.landat the National Theatre (Vodafone presenta)
Amb el patrocini de Vodafone, Down the Rabbit Hole va ser una sessió de preguntes i respostes amb l'equip creatiu de Wonder.land Moira Buffini, Damon Albarn i Ruffus Norris, que també va incloure diverses actuacions acústiques del repartiment del National Theatre. L'esdeveniment es va gravar i després es va publicar al lloc web de Vodafone i a YouTube. Les sessions acústiques destaquen per l'ús d'algunes cançons ("Pròleg" i "Gadget") que no apareixen a l'enregistrament del repartiment, i també per utilitzar la suplent Abigail Rose com Alice en comptes de Carly Bawden, ja que no estava disponible.
Les cançons interpretades són les següents:
- Prologue- Hal Fowler
- Gadget- Lois Chimimba i Golda Roushuvel
- Secrets- Abigail Rose i Lois Chimimba
- Man of Broken Glass- Damon Albarn i Golda Roshuvel
- Fabulous- Hal Fowler, Lois Chimimba i Abigail Rose

## Banda Sonora
Songs from wonder.land és la banda sonora del musical i es va estrenar per primera vegada el 15 d'abril de 2016. La banda sonora és interpretada pel repartiment del National Theatre i també inclou dues cançons que no estan al musical, "Japanese Duchess" i "Alice Saw". ".